# تیرک خویشاوندی

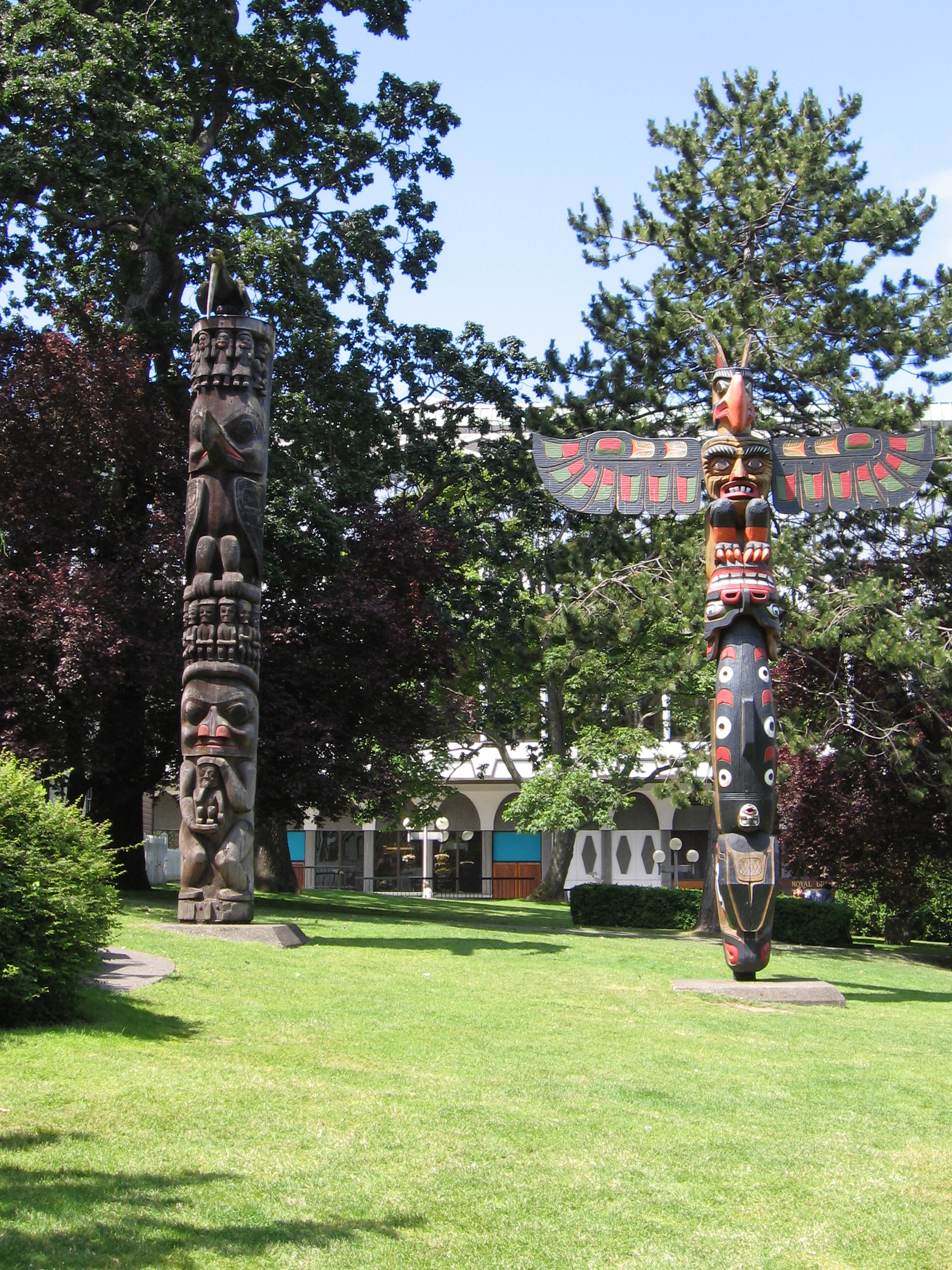
یک تیرک گیتکسان (چپ) و یک تیرک کواکواکاواکاو (راست) در پارک تاندربرد در ویکتوریا، کانادا.

تیرک خویشاوندی یا توتم پُل (هایدا: gyáaʼaang) حکاکی‌های باستانی است، نوعی هنر ساحلی شمال غربی، متشکل از تیرها، ستون‌ها یا پایه‌ها که با نمادها یا شکل‌هایی حک شده. آنها معمولاً از درختان بزرگ که بیشتر سرو قرمز غربی، توسط اقوام اولیه کانادا و مردم بومی در سواحل شمال غربی اقیانوس آرام از جمله شمال ساحل شمال غربی مردم هایدا، تلینگیتی و سنشین جوامعی در جنوب شرقی آلاسکا و بریتیش کلمبیا، کواکواکاواکاو و نو-چان-نوت جوامعی در جنوب بریتیش کلمبیا، و ساحل سالیش جوامعی در واشینگتن و بریتیش کلمبیا.
کلمه توتم از کلمه آلگانکی اودودم [oˈtu:tɛm] به معنی «گروه خویشاوندی (او)» گرفته شده‌است. این کنده کاری‌ها ممکن است نماد یا بزرگداشت اجداد، باورهای فرهنگی باشد که افسانه‌های آشنا، تبار قبیله‌ای یا رویدادهای قابل توجه را بازگو می‌کند. این تیرک‌ها همچنین ممکن است به عنوان ویژگی‌های معماری کاربردی، علائم استقبال از بازدیدکنندگان روستا، کشتی‌های مرده برای بقایای اجداد متوفی، یا وسیله‌ای برای تمسخر عمومی کسی باشد. آنها ممکن است یک روایت تاریخی داشته باشند که برای افرادی که تیرک را تراشیده و نصب می‌کنند دارای اهمیت است. با توجه به پیچیدگی و معانی نمادین این کنده‌کاری‌های مختلف، جایگاه و اهمیت آن‌ها در دانش ناظر و ارتباط آن با معانی چهره‌ها و فرهنگی است که در آن تعبیه شده، نهفته‌است.

## یادداشت
1. ↑  Wright, Robin K. (n.d.). "Totem Poles: Heraldic Columns of the Northwest Coast". University of Washington, University Libraries, American Indians of the Pacific Northwest Collection. Retrieved 21 January 2018.
2. ↑  Wright, Robin K. (n.d.). "Totem Poles: Heraldic Columns of the Northwest Coast". University of Washington, University Libraries, American Indians of the Pacific Northwest Collection. Retrieved 21 January 2018.

## برای مطالعهٔ بیشتر
- Averill, Lloyd J. , and Daphne K. Morris (1995) Northwest Coast Native and Native-Style Art: A Guidebook for Western Washington. Seattle: University of Washington Press.
- Brindze, Ruth (1951) The Story of the Totem Pole. New York: Vanguard Press.
- Halpin, Marjorie M. (1981) Totem Poles: An Illustrated Guide. Vancouver, BC: UBC Press.
- Hassett, Dawn, and F. W. M. Drew (1982) Totem Poles of Prince Rupert. Prince Rupert, BC: Museum of Northern British Columbia.
- Hoyt-Goldsmith, Diane (1990) Totem Pole. New York: Holiday House.
- Huteson, Pamela Rae. (2002) Legends in Wood, Stories of the Totems. Tigard, Oregon: Greatland Classic Sales. شابک ‎۱−۸۸۶۴۶۲−۵۱−۸ISBN 1-886462-51-8
- Macnair, Peter L. , Alan L. Hoover, and Kevin Neary (1984) The Legacy: Tradition and Innovation in Northwest Coast Indian Art. Vancouver, BC: Douglas & McIntyre.
- Meuli, Jonathan (2001) Shadow House: Interpretations of Northwest Coast Art. Amsterdam: Harwood Academic Publishers.
- Smyly, John, and Carolyn Smyly (1973) Those Born at Koona: The Totem Poles of the Haida Village Skedans, Queen Charlotte Islands. Saanichton, BC: Hancock House.
- Stewart, Hilary (1979) Looking at Indian Art of the Northwest Coast. Vancouver, BC: Douglas & McIntyre.
- Stewart, Hilary (1993). Looking at Totem Poles. Seattle: University of Washington Press. شابک ‎۰−۲۹۵−۹۷۲۵۹−۹ISBN 0-295-97259-9.